# تصوير ضوئي للصور التنظيرية للصدر

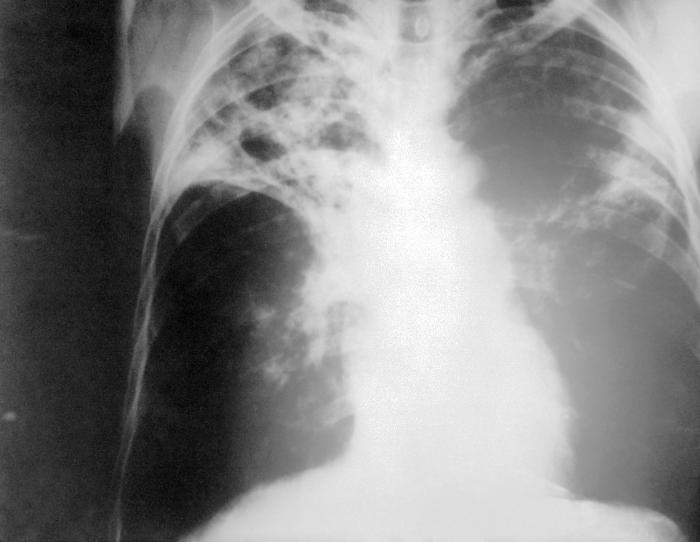
آشعة صدر متطورة تظهر السائل الرئوي الثنائي المصدر: مركز السيطرة على الأمراض

التصوير الضوئي للصور التنظيرية للصدر، أو abreugraphy (تسمى أيضا التصوير الشعاعي المصغر الشامل) هو أسلوب التصوير الضوئي للصور التنظيرية للفحص الشامل لمكافحة السل باستخدام (مصغر 5-10 مم) صورة من شاشة جهاز الكشف الفلوري بالأشعة السينية من القفص الصدري، للمرة الأولى في عام 1935.

## تاريخها
Abreugraphy يتلقى اسمها من المخترع والدكتور مانويل دياز دي ابرو، هو طبيب برازيلي ومتخصص في الأمراض الصدرية. وقد أخذت أسماء مختلفة، وفقا للبلد التي أعتمدت فيها: التصوير الشعاعي الشامل، تصوير شعاعي مصغر للصدر (المملكة المتحدة والولايات المتحدة الأمريكية)، roentgenfluorography (ألمانيا)، تصوير شعاعي ضوئي (فرنسا)، schermografia (إيطاليا)، photoradioscopy (إسبانيا) وphotofluorography (السويد).
في كثير من البلدان، التصوير الشعاعي المصغر للصدر (MMR) سرعان ما انتشر وأستخدم على نطاق واسع في الخمسينات. على سبيل المثال، في البرازيل واليابان، قوانين منع السل دخلت حيز التنفيذ، وألزمت 60 ٪ من السكان من عمل آشعة ال(MMR). مع ذلك، كبرنامج فحص شامل لسكان نسبة خطر الإصابة فيهم قليلة، توقف الإجراء في السبعينات بعد توصية من منظمة الصحة العالمية، يرجع ذلك إلى ثلاثة أسباب رئيسية :
1. الانخفاض الكبير في معدل الإصابة بمرض السل في البلدان النامية (من 150 حالة لكل 100000 نسمة في عام 1900 إلى، 70/100000 في عام 1940 و5/100000 في عام 1950)؛
2. انخفاض النسبة بين الفوائد والتكلفة (دراسة كندية حديثة [1] أظهرت تكلفة 236496$ للحالة الواحدة في كل مجموعة من المهاجرين نسبة تعرضهم لمرض السل منخفضة، في مقابل 3943$ لكل حالة في الفئات المعرضة لمخاطر عالية بلإصابة)؛
3. خطر التعرض لجرعات الإشعاع المؤين، بخاصة بين الأطفال، في وجود معدلات منخفضة للغاية لاكتشافه.

## الاستخدام الحالي

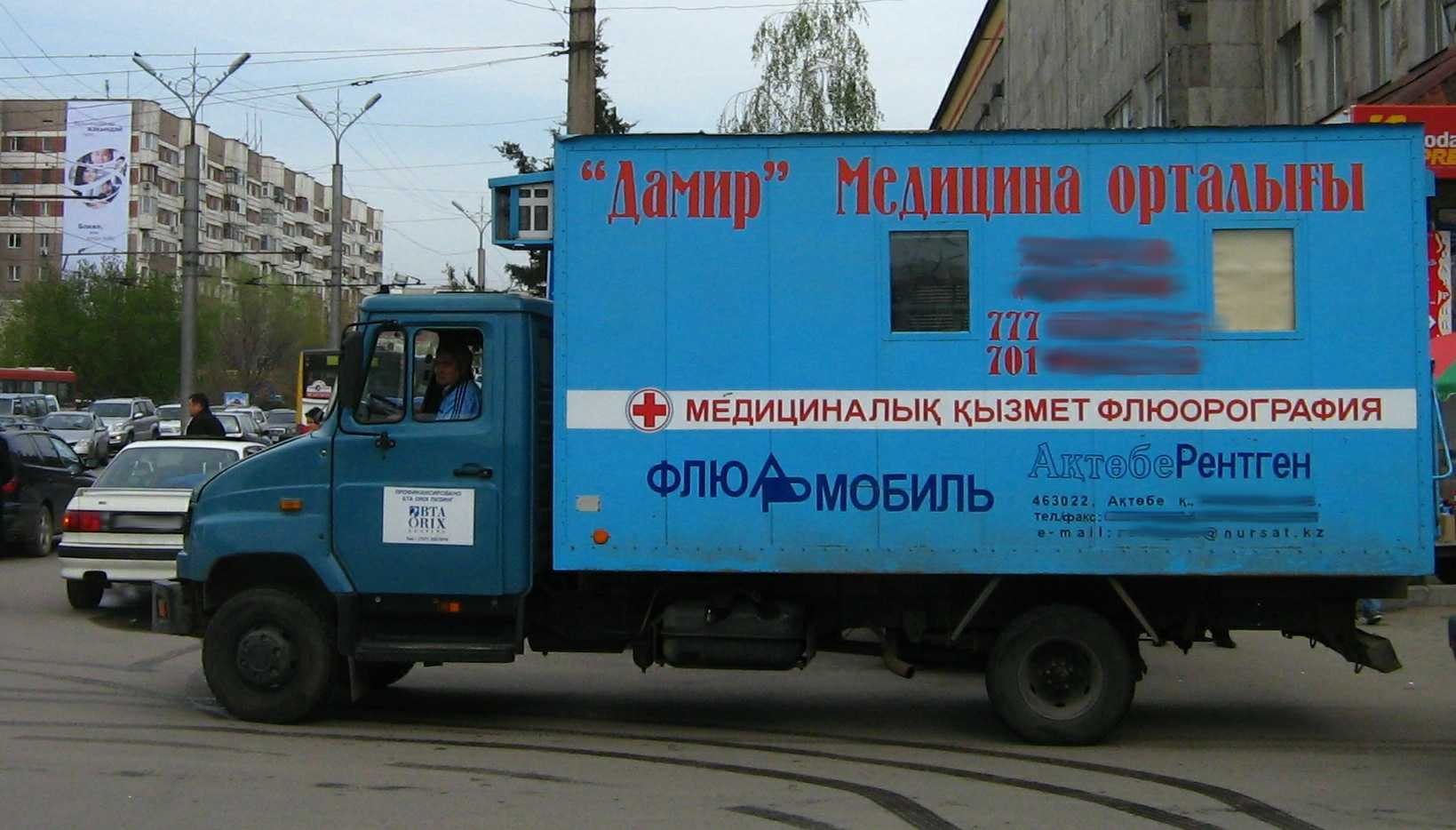
سيارة "التصوير الضوئي للصور التنظيرية لللصدر" المتنقلة في ألماتي، كازاخستان

الMMT مازلت طريقة سهلة ومفيدة لمنع انتقال المرض في بعض الحالات، كما هو الحال في السجون ولطالبي الهجرة والعمال الأجانب القادمين من البلدان التي لديها خطر أكبر للإصابة بمرض السل. حاليا، 13 من 26 بلدة أوروبية يستخدموا أشعة الMMR كوسيلة كشف أولية لهذا الغرض. من الأمثلة على البلدان التي لديها برامج دائمة: إيطاليا، سويسرا، النرويج، هولندا، اليابان، والمملكة المتحدة.
على سبيل المثال، دراسة في سويسرا  بين عامي 1988 و1990، وظفت الabreugraphy للكشف عن السل لعدد 50784 مهاجر وافدين إلي كانتون فود، اكتشفت 674 حالة شذوذ مع شخص أجنبي. من بين هؤلاء، كان 256 لديهم مرض السل كتشخيص مبدئي و34 تشويه أو ثقافة إيجابية (5٪ من جميع حالات الشذوذ الإشعاعية).
السكان المسنين هم أيضا هدفا جيدا للفحص على أساس آشعة الMMR، ذلك لأن خطر الإشعاع أقل أهمية، لأن لديهم احتمالية أكبر في التعرض لمرض السل (85 لكل 100،000 في البلدان المتقدمة، في المتوسط). في اليابان، على سبيل المثال، لا تزال تستخدم بشكل روتيني، منظمة اليابان لمحاربة السل "Japan Anti-Tuberculosis Association (JATA)" بلغت عن اكتشاف 228 حالة من صور آشعة الصدر ل965440 حالة في عام 1996 وحده.
MMR هي الأكثر فائدة في الكشف عن الإصابة بمرض الدرن في مرحلة ما قبل ظهور الأعراض، وإنه ينبغي أن يكون مقرن باختبارات السلين للجلد مع الاستجواب المريض من أجل أن تكون أكثر فعالية. الزيادة الحادة في السل في جميع البلدان التي لديها تعرض كبير لفيروس نقص المناعة البشرية ربما يفرض عودة الMMR كأداة فحص تركز على السكان الذين لديهم قابلية كبيرة للتعرض للمرض، مثل مثلي الجنس ومتعاطي المخدرات عن طريق الحقن. التطورات الحديثة في التصوير الشعاعي الرقمي، إضافة إلى جرعات أشعة سينية أقل بكثير، قد تبشر بتحسن كبير في تكنلوجيا آشعة الMMR